# 유니버설 픽처스의 영화 목록 (2000-2009년)
다음은 2000년부터 2009년까지 제작, 배급한 유니버설 픽처스의 주요 작품 목록이다.
| 개봉 날짜  | 제목                                     | 비고 |
| ---------- | ---------------------------------------- | --- |
| 2000.2.18  | 에이리언 2020                            | 인터내셔널 배급, 공동 제작 Interscope Communications and PolyGram Filmed Entertainment                     |
| 2000.2.28  | 그녀가 위대하지 않나요                   | |
| 2000.3.17  | 에린 브로코비치                          | 북미 배급, 공동 제작 콜럼비아 픽처스                                                                       |
| 2000.3.31  | 스컬스                                   | 공동 제작 Newmarket Films                                                                                  |
| 2000.4.21  | U-571                                    | 공동 제작 Canal + Image                                                                                    |
| 2000.4.28  | 플린스톤 2                               | 공동 제작 앰블린 엔터테인먼트 and 해나 바베라 프로덕션스                                                   |
| 2000.5.5   | 글래디에이터                             | 인터내셔널 배급, 공동 제작 드림웍스 and Scott Free Productions                                             |
| 2000.5.12  | 스크류드                                 | |
| 2000.6.30  | 록키와 불윙클                            | 공동 제작 Capella International, KC Medien and TriBeca Productions                                         |
| 2000.7.28  | 너티 프로페서 2                          | 공동 제작 이매진 엔터테인먼트                                                                              |
| 2000.8.25  | 브링 잇 온                               | 공동 제작 Beacon Pictures                                                                                  |
| 2000.9.8   | 왓쳐                                     | |
| 2000.10.6  | 미트 페어런츠                            | 북미 배급, 공동 제작 드림웍스                                                                              |
| 2000.11.17 | 그린치                                   | 공동 제작 이매진 엔터테인먼트                                                                              |
| 2000.12.22 | 오! 형제여 어디 있는가                   | 인터내셔널 배급, 공동 제작 터치스톤 픽쳐스, 스튜디오 카날 and 워킹 타이틀 필름스                           |
| 2000.12.22 | 패밀리 맨                                | |
| 2001.2.2   | 헤드 오브 힐스                           | |
| 2001.2.9   | 한니발                                   | 인터내셔널 배급, 공동 제작 메트로 골드윈 메이어 and Dino De Laurentiis                                     |
| 2001.4.11  | 푸시캣 클럽                              | 북미 배급, 공동 제작 메트로 골드윈 메이어                                                                  |
| 2001.4.13  | 브리짓 존스의 일기                       | 인터내셔널 배급, 공동 제작 미라맥스, 스튜디오 카날 and 워킹 타이틀 필름스                                  |
| 2001.5.4   | 미이라 2                                 | 공동 제작 Alphaville Films                                                                                 |
| 2001.6.22  | 분노의 질주                              | 공동 제작 오리지널 필름                                                                                    |
| 2001.7.18  | 쥬라기 공원 3                            | 공동 제작 앰블린 엔터테인먼트                                                                              |
| 2001.8.10  | 아메리칸 파이 2                          | |
| 2001.8.17  | 코렐리의 만돌린                          | 북미 배급, 공동 제작 미라맥스, 스튜디오 카날 and 워킹 타이틀 필름스                                        |
| 2001.9.7   | 머스킷티어                               | 북미 배급, 공동 제작 미라맥스                                                                              |
| 2001.10.12 | 멀홀랜드 드라이브                        | 북미 배급                                                                                                  |
| 2001.10.26 | 케이 팩스                                | 북미 배급, 공동 제작 Intermedia Films and Lawrence Gordon Productions                                      |
| 2001.11.21 | 스파이 게임                              | 공동 제작                                                                                                  |
| 2001.12.21 | 뷰티풀 마인드                            | 북미 배급, 공동 제작 드림웍스 and 이매진 엔터테인먼트                                                      |
| 2001.12.21 | 하우 하이                                | |
| 2002.1.11  | 늑대의 후예들                            | 북미 배급                                                                                                  |
| 2002.2.8   | 빅 팻 라이어                             | 공동 제작 Tollin/Robbins Productions                                                                       |
| 2002.2.22  | 드레곤플라이                             | 북미 배급, 공동 제작 스파이글래스 엔터테인먼트                                                             |
| 2002.3.1   | 40 데이즈 40 나이트                      | 인터내셔널 배급, 공동 제작 미라맥스, 스튜디오 카날 and 워킹 타이틀 필름스                                  |
| 2002.3.15  | 해리슨의 꽃                              | |
| 2002.3.22  | E.T. 20주년 기념 스페셜 에디션           | 공동 제작 앰블린 엔터테인먼트                                                                              |
| 2002.4.19  | 스콜피온 킹                              | 공동 제작 Alphaville Films                                                                                 |
| 2002.5.17  | 어바웃 어 보이                           | 공동 제작 스튜디오 카날 and 워킹 타이틀 필름스                                                             |
| 2002.5.31  | 언더커버 브라더                          | 공동 제작 이매진 엔터테인먼트                                                                              |
| 2002.6.14  | 본 아이덴티티                            | 공동 제작 The Kennedy/Marshall Company                                                                     |
| 2002.8.16  | 블루 크러쉬                              | 공동 제작 이매진 엔터테인먼트                                                                              |
| 2002.10.4  | 레드 드래곤                              | |
| 2002.10.25 | 찰리의 진실                              | |
| 2002.11.8  | 8마일                                    | 공동 제작 이매진 엔터테인먼트                                                                              |
| 2002.11.22 | 엠퍼러스 클럽                            | |
| 2002.12.6  | 엠파이어                                 | 인터내셔널 배급, 공동 제작                                                                                 |
| 2003.2.14  | 구루                                     | |
| 2003.2.21  | 데이비드 게일                            | 공동 제작 Intermedia Films                                                                                 |
| 2003.5.3   | 브루스 올마이티                          | 북미 배급, 공동 제작 스파이글래스 엔터테인먼트                                                             |
| 2003.6.6   | 패스트 & 퓨리어스 2                      | 공동 제작 오리지널 필름                                                                                    |
| 2003.6.20  | 헐크                                     | 공동 제작 마블 엔터테인먼트, Valhalla Motion Pictures and Good Machine Studios                             |
| 2003.7.18  | 쟈니 잉글리쉬                            | 공동 제작 스튜디오 카날 and 워킹 타이틀 필름스                                                             |
| 2003.7.25  | 씨비스킷                                 | 북미 배급, 공동 제작 드림웍스 and 스파이글래스 엔터테인먼트                                                |
| 2003.8.1   | 아메리칸 파이 3: 아메리칸 웨딩           | |
| 2003.9.26  | 웰컴 투 더 정글                          | 북미 배급, 공동 제작 콜럼비아 픽쳐스                                                                       |
| 2003.10.10 | 참을 수 없는 사랑                        | 공동 제작 이매진 엔터테인먼트 and Alphaville Films                                                         |
| 2003.11.14 | 러브 액츄얼리                            | 공동 제작 스튜디오 카날 and 워킹 타이틀 필름스                                                             |
| 2003.11.14 | 마스터 앤드 커맨더: 위대한 정복자        | 인터내셔널 배급, 공동 제작 20세기 폭스 and 미라맥스                                                        |
| 2003.11.21 | 더 캣                                    | 북미 배급, 공동 제작 드림웍스 and 이매진 엔터테인먼트                                                      |
| 2003.12.5  | 허니                                     | |
| 2003.12.25 | 피터 팬                                  | 북미 배급, 공동 제작 콜럼비아 픽처스 and Revolution Studios                                                |
| 2004.1.16  | 폴리와 함께                              | 공동 제작 Jersey Films                                                                                     |
| 2004.3.19  | 새벽의 저주                              | 공동 제작 Strike Entertainment                                                                             |
| 2004.4.16  | 코니와 칼라                              | 공동 제작 스파이글래스 엔터테인먼트                                                                        |
| 2004.5.7   | 반 헬싱                                  | 공동 제작 Alphaville Films                                                                                 |
| 2004.6.11  | 리딕: 헬리온 최후의 빛                   | 공동 제작 Radar Pictures and One Race Films                                                                |
| 2004.6.25  | 투 브라더스                              | 공동 제작 파테                                                                                             |
| 2004.7.23  | 본 슈프리머시                            | 공동 제작 The Kennedy/Marshall Company                                                                     |
| 2004.7.30  | 썬더버드                                 | 인터내셔널 배급, 공동 제작 콜럼비아 픽처스, 스튜디오 카날 and 워킹 타이틀 필름스                           |
| 2004.9.17  | 윔블던                                   | |
| 2004.9.24  | 새벽의 황당한 저주                       | 인터내셔널 배급, 공동 제작 스튜디오 카날, Film 4 Productions and 워킹 타이틀 필름스                        |
| 2004.10.8  | 프라이데이 나이트 라이츠                 | 공동 제작 이매진 엔터테인먼트                                                                              |
| 2004.10.29 | 레이                                     | 공동 제작 Bristol Bay Productions                                                                          |
| 2004.11.19 | 브리짓 존스의 일기: 열정과 애정          | 북미 배급, 공동 제작 미라맥스, 스튜디오 카날 and 워킹 타이틀 필름스                                        |
| 2004.12.22 | 미트 페어런츠 2                          | 북미 배급, 공동 제작 드림웍스                                                                              |
| 2004.12.29 | 인 굿 컴퍼니                             | |
| 2005.1.7   | 화이트 노이즈                            | 공동 제작 Gold Circle Films                                                                                |
| 2005.2.4   | 웨딩 데이트                              | 공동 제작 Gold Circle Films                                                                                |
| 2005.2.11  | 인사이드 딥 스로트                       | 북미 배급                                                                                                  |
| 2005.4.22  | 인터프리터                               | 공동 제작 워킹 타이틀 필름스                                                                               |
| 2005.5.13  | 차고 지르기                              | |
| 2005.6.3   | 신데렐라 맨                              | 북미 배급, 공동 제작 미라맥스 and 이매진 엔터테인먼트                                                      |
| 2005.6.17  | 퍼펙트 맨                                | |
| 2005.6.24  | 랜드 오브 데드                           | 공동 제작 Wild Bunch                                                                                       |
| 2005.8.12  | 스켈레톤 키                              | |
| 2005.8.19  | 40살까지 못해본 남자                     | 공동 제작 Apatow Productions                                                                               |
| 2005.9.30  | 세레니티                                 | |
| 2005.10.7  | 투 포 더 머니                            | 배급 담당, 제작 Morgan Creek Productions                                                                   |
| 2005.10.21 | 둠                                       | 공동 제작 Di Bonaventura Productions                                                                       |
| 2005.10.28 | 프라임 러브                              | |
| 2005.11.4  | 자헤드 그들만의 전쟁                     | |
| 2005.11.23 | 오만과 편견                              | 인터내셔널 배급, 공동 제작 스튜디오 카날 and 워킹 타이틀 필름스                                            |
| 2005.12.2  | 퍼스트 디센트                            | 북미 배급, 공동 제작                                                                                       |
| 2005.12.14 | 킹콩                                     | 공동 제작 Wing Nut Films                                                                                   |
| 2005.12.23 | 뮌헨                                     | 북미 배급, 공동 제작 드림웍스, 앰블린 엔터테인먼트 and Alliance Atlantis Communications                    |
| 2005.12.25 | 프로듀서스                               | 북미 배급, 공동 제작 콜럼비아 픽처스                                                                       |
| 2006.1.27  | 내니 맥피: 우리 유모는 마법사            | 북미 배급, 공동 제작 메트로 골드윈 메이어, 스튜디오 카날 and 워킹 타이틀 필름스                            |
| 2006.2.10  | 호기심 많은 조지                         | 공동 제작 이매진 엔터테인먼트 and 유니버설 애니메이션 스튜디오                                             |
| 2006.3.23  | 인사이드 맨                              | 공동 제작 이매진 엔터테인먼트                                                                              |
| 2006.3.31  | 슬리더                                   | 공동 제작 Gold Circle Films                                                                                |
| 2006.4.21  | 아메리칸 드림즈                          | |
| 2006.4.28  | 플라이트 93                              | 공동 제작 스튜디오 카날 and 워킹 타이틀 필름스                                                             |
| 2006.6.2   | 브레이크 업: 이별후애                    | |
| 2006.6.16  | 패스트 & 퓨리어스: 도쿄 드리프트         | 공동 제작 오리지널 필름 and 렐러티비티 미디어                                                              |
| 2006.7.14  | 유, 미 앤드 듀프리                       | |
| 2006.7.28  | 마이애미 바이스                          | |
| 2006.8.18  | 억셉티드                                 | 공동 제작 Shady Acres Entertainment                                                                        |
| 2006.8.25  | 아이들와일드                             | |
| 2006.9.15  | 블랙 달리아                              | |
| 2006.10.13 | 맨 오브 더 이어                          | 공동 제작 Morgan Creek Productions                                                                         |
| 2006.11.17 | 렛츠 고 투 프리즌                        | 배급 담당, 제작 Carsey Werner Films co-production with Strike Entertainment                                |
| 2006.12.8  | 로맨틱 홀리데이                          | 인터내셔널 배급, 공동 제작 콜럼비아 픽처스, 렐러티비티 미디어 and \|Waverly Films                          |
| 2006.12.22 | 굿 셰퍼드                                | 공동 제작 Morgan Creek Productions and American Zoetrope                                                   |
| 2006.12.25 | 칠드런 오브 맨                           | 공동 제작 Strike Entertainment                                                                             |
| 2007.1.12  | 알파 독                                  | 북미 배급, 공동 제작                                                                                       |
| 2007.1.26  | 스모킹 에이스                            | 공동 제작 스튜디오 카날, 렐러티비티 미디어 and 워킹 타이틀 필름스                                          |
| 2007.2.2   | 철없는 그녀의 아찔한 연애 코치           | |
| 2007.2.16  | 브리치                                   | |
| 2007.3.16  | 데드 사일런스                            | 공동 제작 Twisted Pictures                                                                                 |
| 2007.4.20  | 뜨거운 녀석들                            | 인터내셔널 배급                                                                                            |
| 2007.5.11  | 조지아 룰                                | 공동 제작 Morgan Creek Productions                                                                         |
| 2007.6.1   | 사고친 후에                              | 공동 제작 Apatow Productions                                                                               |
| 2007.6.22  | 에반 올마이티                            | 공동 제작 스파이글라스 엔터테인먼트, Shady Acres Entertainment, 렐러티비티 미디어 and 오리지널 필름        |
| 2007.7.20  | 척 앤 래리                               | 공동 제작 Happy Madison Productions, 렐러티비티 미디어 and Shady Acres Entertainment                       |
| 2007.8.3   | 본 얼티메이텀                            | 공동 제작 The Kennedy/Marshall Company                                                                     |
| 2007.8.24  | 일레갈 텐더                              | |
| 2007.8.24  | 미스터 빈의 홀리데이                     | 공동 제작 스튜디오 카날 and 워킹 타이틀 필름스                                                             |
| 2007.9.21  | 시드니 화이트                            | 공동 제작 Morgan Creek Productions                                                                         |
| 2007.9.28  | 킹덤                                     | 공동 제작 렐러티비티 미디어                                                                                |
| 2007.10.12 | 골든 에이지                              | |
| 2007.11.2  | 아메리칸 갱스터                          | 공동 제작 이매진 엔터테인먼트 and 렐러티비티 미디어                                                        |
| 2007.12.21 | 찰리 윌슨의 전쟁                         | 공동 제작 렐러티비티 미디어 and Morgan Creek Productions                                                   |
| 2008.1.11  | 아무 것도 안 하는 해적들 - 베지테일 무비 | 공동 제작 Big Idea Productions                                                                             |
| 2008.1.25  | 킬 위드 미                               | 인터내셔널 배급, 공동 제작 스크린 젬스 and 레이크쇼어 엔터테인먼트                                         |
| 2008.2.8   | 웰컴 홈 로스코 젠킨스                    | 공동 제작 스파이글래스 엔터테인먼트                                                                        |
| 2008.2.14  | 나의 특별한 사랑 이야기                  | 공동 제작 스튜디오 카날 and 워킹 타이틀 필름스                                                             |
| 2008.3.14  | 둠스데이: 지구 최후의 날                 | 인터내셔널 배급, 제작 로그 픽처스                                                                          |
| 2008.4.5   | 레더헤즈                                 | |
| 2008.4.18  | 사랑이 어떻게 변하니?                    | 공동 제작 Apatow Productions                                                                               |
| 2008.4.25  | 베이비 마마                              | 공동 제작 렐러티비티 미디어                                                                                |
| 2008.6.13  | 인크레더블 헐크                          | 배급 담당, 공동 제작 마블 스튜디오 and Valhalla Motion Pictures                                            |
| 2008.6.27  | 원티드                                   | 공동 제작 렐러티비티 미디어, Di Bonaventura Productions and 스파이글래스 엔터테인먼트                      |
| 2008.7.11  | 헬보이 2: 골든 아미                      | 인터내셔널 배급, 제작 로그 픽처스, Dark Horse Entertainment and 렐러티비티 미디어                          |
| 2008.7.18  | 맘마 미아!                               | 공동 제작 렐러티비티 미디어, Littlestar and Playtone Productions                                           |
| 2008.8.1   | 미이라 3: 황제의 무덤                    | 공동 제작 Relativity Media, Alphaville and Sommers Company                                                 |
| 2008.8.22  | 데스 레이스                              | 공동 제작 렐러티비티 미디어                                                                                |
| 2008.10.3  | 플래쉬 오브 지니어스                     | 인터내셔널 배급, 공동 제작 스파이글래스 엔터테인먼트 and Strike Entertainment                              |
| 2008.10.10 | 더 익스프레스                            | 공동 제작 렐러티비티 미디어                                                                                |
| 2008.10.31 | 체인질링                                 | 공동 제작 이매진 엔터테인먼트, Malpaso Productions and 렐러티비티 미디어                                   |
| 2008.11.7  | 사람 만들기                              | 공동 제작 New Regency and 렐러티비티 미디어                                                                |
| 2008.12.5  | 프로스트 VS 닉슨                         | 공동 제작 이매진 엔터테인먼트, 워킹 타이틀 필름스, 스튜디오 카날 and 렐러티비티 미디어                     |
| 2008.12.19 | 작은 영웅 데스페로                       | 공동 제작 Framestore CFC, Larger Than Life Productions, 렐러티비티 미디어 and 유니버설 애니메이션 스튜디오 |
| 2009.2.6   | 코렐라인 : 비밀의 문                     | 인터내셔널 배급, 공동 제작 라이카 엔터테인먼트 and Pandemonium                                             |
| 2009.3.20  | 더블 스파이                              | 공동 제작 렐러티비티 미디어                                                                                |
| 2009.4.3   | 분노의 질주: 더 오리지널                 | 공동 제작 One Race Films, 오리지널 필름 and 렐러티비티 미디어                                              |
| 2009.4.17  | 스테이트 오브 플레이                     | 공동 제작 Andell Entertainment, 워킹 타이틀 필름스, 스튜디오 카날 and 렐러티비티 미디어                    |
| 2009.4.24  | 솔로이스트                               | 인터내셔널 배급, 공동 제작 드림웍스 픽처스, 스튜디오 카날, Participant Media and 워킹 타이틀 필름스        |
| 2009.5.29  | 드래그 미 투 헬                          | 공동 제작 Ghost House Pictures                                                                             |
| 2009.6.5   | 로스트 랜드: 공룡 왕국                   | 공동 제작 렐러티비티 미디어 and Sid & Marty Krofft Pictures                                                |
| 2009.7.1   | 퍼블릭 에너미                            | 공동 제작 렐러티비티 미디어                                                                                |
| 2009.7.10  | 브루노                                   | 공동 제작 Media Rights Capital and Everyman Pictures                                                       |
| 2009.7.31  | 퍼니 피플                                | 북미 배급, 공동 제작 Apatow Productions, Happy Madison and 렐러티비티 미디어                               |
| 2009.8.21  | 바스터즈: 거친 녀석들                    | 인터내셔널 배급, 공동 제작 A Band Apart and 더 와인스타인 컴패니                                           |
| 2009.9.18  | 러브 해펀스                              | 공동 제작 렐러티비티 미디어                                                                                |
| 2009.10.9  | 커플 테라피: 대화가 필요해               | 공동 제작 렐러티비티 미디어                                                                                |
| 2009.10.23 | 틴에이지 뱀파이어                        | 공동 제작 렐러티비티 미디어                                                                                |
| 2009.11.6  | 포스 카인드                              | 공동 제작 Gold Circle Films and Dead Crow Productions                                                      |
| 2009.11.13 | 락앤롤 보트                              | 인터내셔널 배급, 공동 제작 스튜디오 카날 and 워킹 타이틀 필름스                                            |
| 2009.12.25 | 사랑은 너무 복잡해                       | 공동 제작 렐러티비티 미디어                                                                                |

## 같이 보기
- 포커스 피처스의 영화 목록
- 유니버설 픽처스의 장편 애니메이션 영화 목록
- 유니버설 픽처스
- 분류:제작사별 영화 목록